# Richard Atwater
Richard Atwater (ur. 1892 w Chicago, zm. 1938 tamże) – amerykański pisarz i dziennikarz, profesor języka greckiego, autor książek dla dzieci.

## Życiorys
Studiował filologię grecką na University of Chicago, później został profesorem greki na tej uczelni. W 1925 roku wydał zbiór wierszy Rickety Rhymes of Riq, pod pseudonimem „Rig” prowadził też humorystyczną kolumnę w „Chicago Evening Post”, publikował także w innych chicagowskich czasopismach. 
W 1931 roku wydał powieść dla dzieci Doris and the Trolls i zaczął pracę nad następną. Choroba, na którą zapadł, przeszkodziła mu w tej pracy; książka została dokończona przez jego żonę, Florence Atwater i wydana w 1938 roku pod tytułem Mr. Popper's Penguins (Pan Popper i jego pingwiny). Pełna humoru opowieść o przygodach malarza pokojowego i jego pingwinów została przełożona na wiele języków (w Polsce wydano ją w 1961 roku w tłumaczeniu Stefanii Wortman). W 1958 roku książka została wyróżniona Nagrodą im. Lewisa Carrolla.